# Tanin

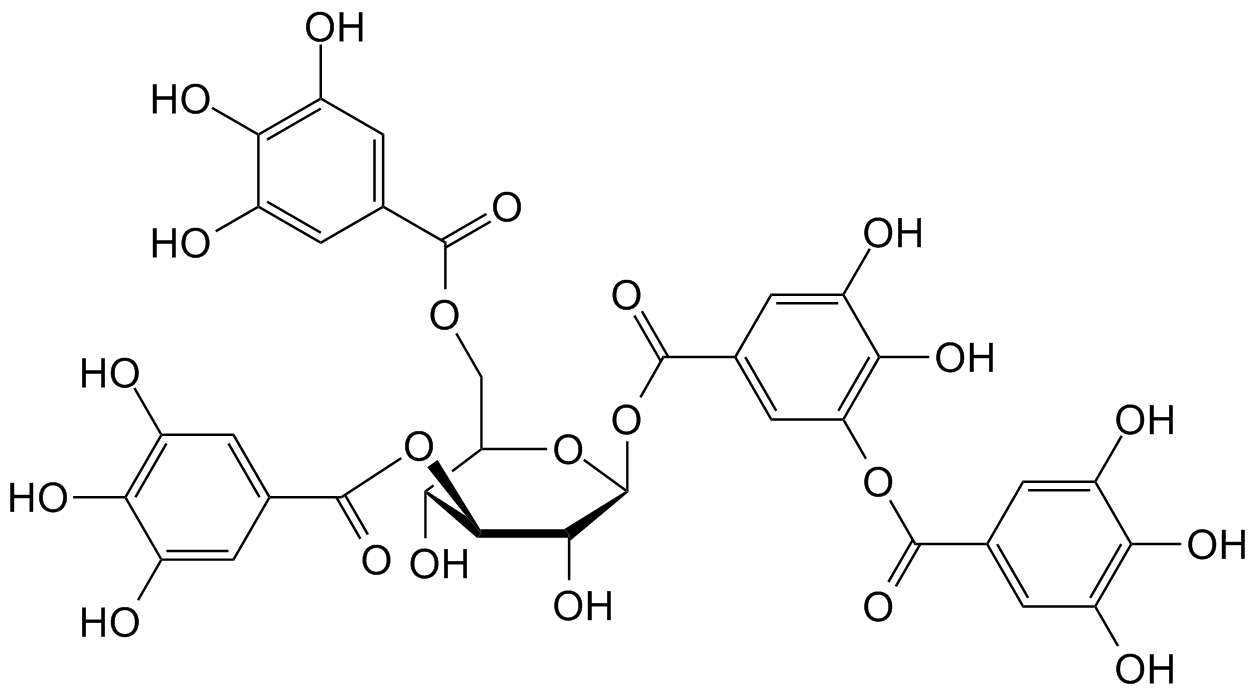
Acid Taninc, một loại tanin

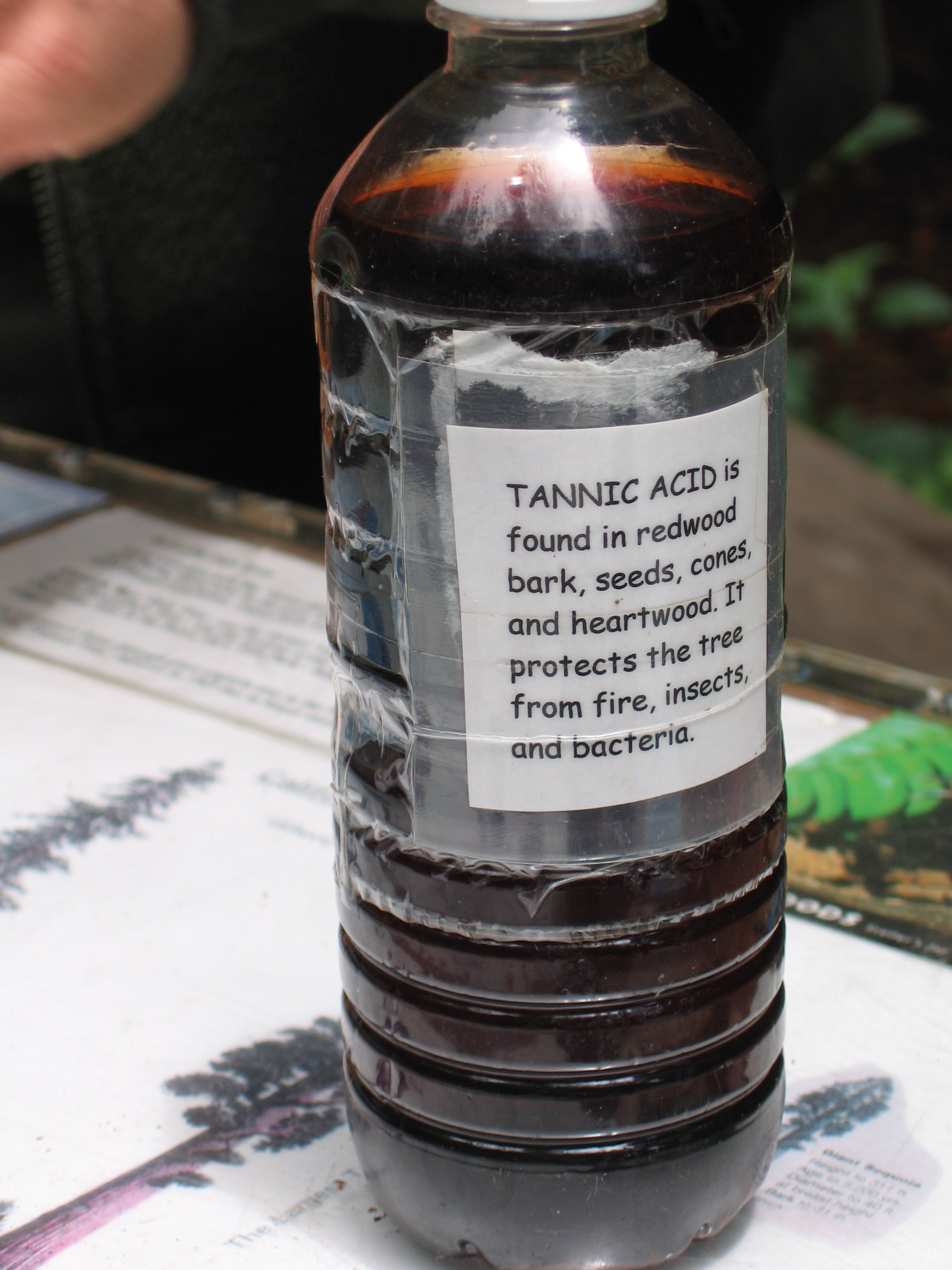
Một chai dung dịch axit tanic.

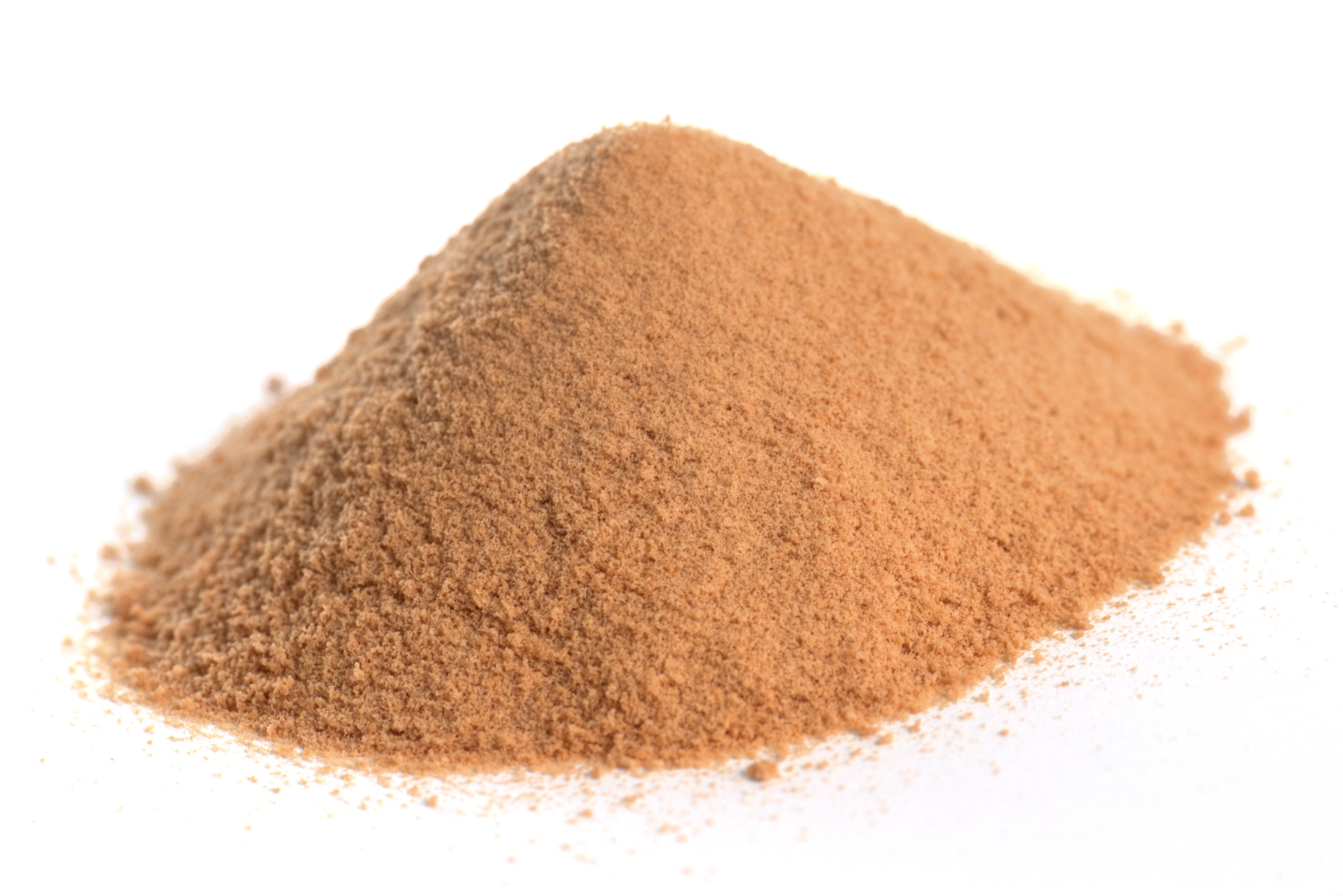
Bột tanin.

Tanin hay tannoit là một hợp chất polyphenol có trong thực vật có khả năng tạo liên kết bền vững với các protein và các hợp chất hữu cơ cao phân tử khác như các amino acid và alkaloit.
Tên gọi tanin (từ tanna, trong tiếng Đức Thượng cổ có nghĩa là cây sồi, hoặc trong Tannenbaum) ám chỉ việc sử dụng tanin gỗ từ cây sồi trong việc nhuộm da thú. Chúng có khả năng kết hợp với các protein của da sống động vật làm cho da bị thuộc không thối và bền. Thuật ngữ "tannin" theo nghĩa rộng còn dùng để chỉ bất kỳ các hợp chất polyphenol lớn chứa các hydroxyl cần thiết và các nhóm thích hợp khác (như carboxyl) để hình thành các chất phức mạnh gồm nhiều chất cao phân tử.
Các hợp chất tanin có rất nhiều trong nhiều loài thực vật, chúng có vai trò bảo vệ khỏi bị các loài ăn chúng, và có lẽ cũng có tác dụng như thuốc trừ sâu, và điều hòa sinh trưởng của thực vật. Chất chát từ tanin tạo ra cảm giác khô và puckery trong miệng sau khi ăn trái cây chưa chín hoặc rượu vang đỏ. Cũng vì thế, sự phân hủy tanin theo thời gian đóng vai trò quan trọng trong việc làm cho trái cây chín và ủ rượu vang. Trong một số trường hợp bị nhiễm trùng vì rắn độc cắn thì các bác sĩ thường dùng chất này để làm giảm sự nhiễm trùng của vết thương do tanin tạo thành  chất kết tủa với protein của nọc rắn.
Tanin có khối lượng phân từ từ 500 đến hơn 3.000 (các este axit gallic) và lên đến 20.000 (proanthocyanidin).

## Phân bố
Tanin gặp chủ yếu trong thực vật bậc cao ở những cây hai lá mầm như sim, hoa hồng, đậu.
Một số loại cây do côn trùng chính vào đẻ trứng có thể tạo ra tanin chứa 50-70%.

## Tác dụng của tanin tới sức khoẻ

### Khử các gốc sinh học tự do
Các gốc tự do được sinh ra và tích luỹ trong cơ thể, là nguyên nhân dẫn đến bệnh tật và làm tăng tốc độ quá trình lão hoá cơ thể con người. Hợp chất Polyphenols trong Tanin có tác dụng khử các gốc tự do ở mức độ cao. Như Axit Gallic và Isoflavones có thể hấp thụ khoảng 5% với lượng Catechin (Flavonoid hay Flavan-3-ols) và Glucoside thường thấp hơn. Các phenol hấp thụ ít nhất là proanthocyanidins, galloylated catechin trong lá chè và anthocyanins

### Ngăn ngừa bệnh tim
Đã có nhiều nghiên cứu cho thấy rằng polyphenol trong rượu vang đỏ có thể giúp cho tim mạch được khỏe mạnh. Polyphenol thúc đẩy chuyển hóa cholesterol xấu từ đó ngăn ngừa cục máu đông, mảng xơ vữa giảm nguy cơ đột quỵ tim mạch hoặc tai biến mạch máu não.

### Chất chống oxy hóa
Theo nghiên cứu của viện Linus Pauling và cơ quan an toàn thực phẩm châu âu (European Food Safety Authority) hàm lượng flavonoids thấp trong thực phẩm sẽ không (hoặc ít) có tác động đến chống oxy hóa. Tuy nhiên với hàm lượng tập trung như trong rượu vang, chè đen đặc... thì có tác dụng nhất định đối với việc ngăn ngừa quá trình oxy hóa.
Các nhà làm rượu vang thường không sử dụng bất kỳ hoá chất phụ gia nào trong quá trình làm rượu bởi hợp chất Polyphenol như một chất chống oxy hóa tự nhiên để giữ cho rượu vang hạn chế những ảnh hưởng từ môi trường tới hương vị rượu. Đây cũng chính là lý do chính mà một số loại rượu vang đỏ có thể lão hoá lâu năm đến như vậy.

### Ngăn ngừa ung thư
Gần đây, một nghiên cứu được tiến hành bởi Viện nghiên cứu và phòng ngừa ung thư của Mỹ đã phát hiện thêm trong trà xanh chứa một thành phần với tên gọi polyphenol E có khả năng hạn chế sự phát triển khối u ung thư ở đường ruột. Một số polyphenol, đặc biệt là từ flavan-3-ol (dạng catechin) có tác dụng ngăn ngừa ảnh hưởng của ung thư cũng như tác nhân gây đột biến. Một số polyphenol sẽ thể hiện các tính chất của một số loại thuốc chống ung thư như etoposide và doxorubicin.

### Sách
- Chemie der Gerbstoffe. Maximilian Nierenstein, 1910
- Organische Arsenverbindungen und ihre chemotherapeutische Bedeutung. Maximilian Nierenstein, 1913
- Incunabula of Tannin Chemistry: A Coll. of Some Early Papers on the Chemistry Chemistry of the Tannins. Maximilian Nierenstein, 1932
- The Natural Organic Tannins: History, Chemistry, Distribution. Maximilian Nierenstein and Macgregor Skene, 1934
- Chemie der natürlichen Gerbstoffe. Karl Johann Freudenberg, 1920
- Tannin, Cellulose, Lignin. Karl Johann Freudenberg, 1933